# C/2012 LP26 (Palomar)
C/2012 LP26 (Palomar) — одна з довгоперіодичних комет. Ця комета була відкрита 10 червня 2012 року; вона мала 20.8m на час відкриття.